# Distretto di Bua Yai
Il distretto di Bua Yai (in thailandese: บัวใหญ่) è un distretto (amphoe) della Thailandia, situato nella provincia di Nakhon Ratchasima.